# Eucomis montana
Eucomis montana là một loài thực vật có hoa trong họ Măng tây. Loài này được Compton mô tả khoa học đầu tiên năm 1967.

## Hình ảnh

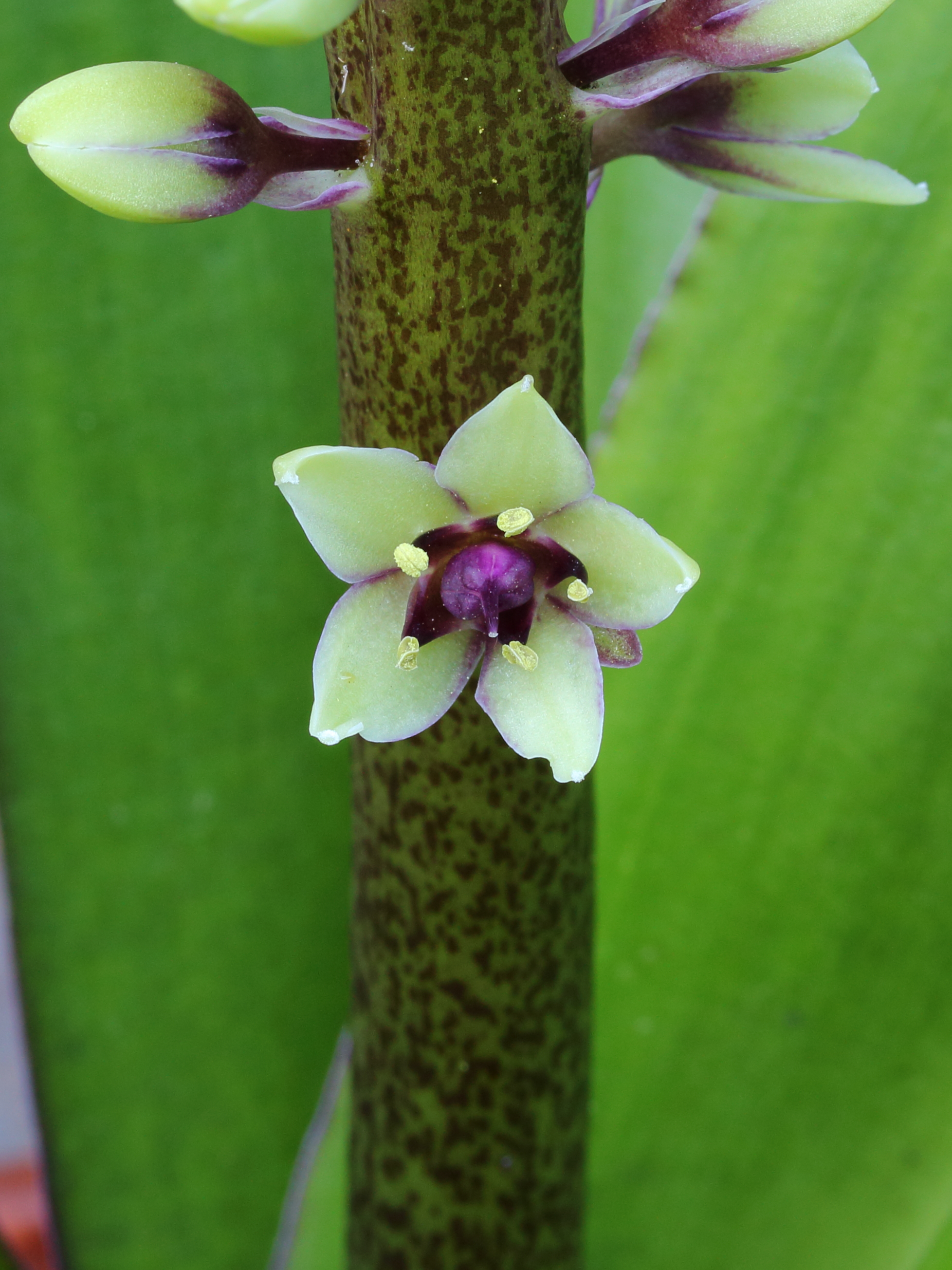
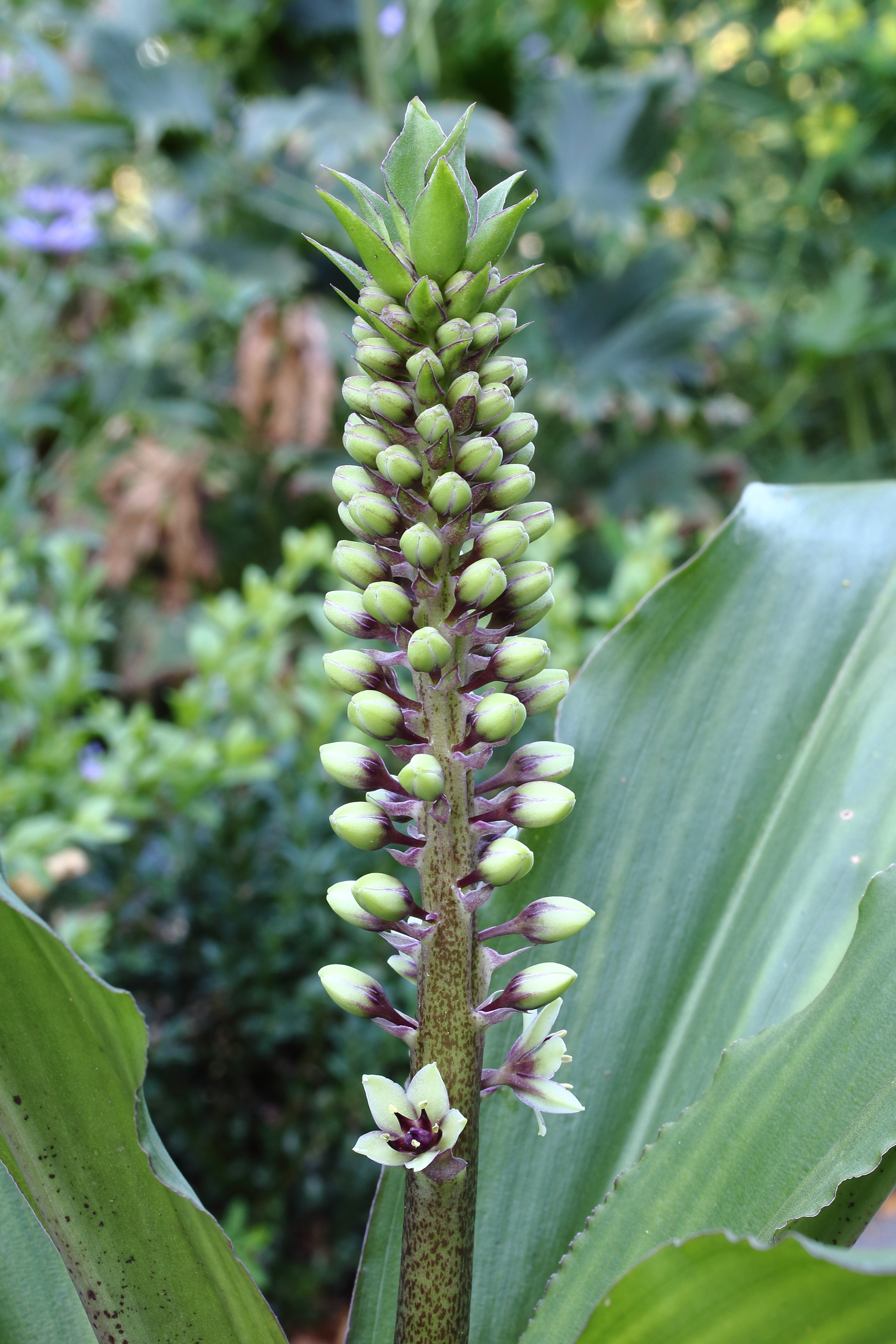